# بيلا كوفمان
بيلا كوفمان (ت: 13 مايو 2021) طبيبة أورام إسرائيلي. كانت مديرة معهد أورام الثدي، ورئيسة قسم الأورام في مركز شيبا الطبي وأستاذة في كلية ساكلر للطب في جامعة تل أبيب.
في يونيو 2013 حصلت على جائزة في مؤتمر الجمعية الأمريكية لعلم الأورام السريري في شيكاغو. في عام 2018 تم إدراجها في قائمة فوربس لأقوى امرأة في إسرائيل. في عام 2020 حصلت على جائزة جائزة باسر العالمية.
توفيت كوفمان في 13 مايو 2021.